# Henricia sachalinica
Henricia sachalinica är en sjöstjärneart som beskrevs av Alexander Michailovitsch Djakonov 1958. Henricia sachalinica ingår i släktet Henricia och familjen krullsjöstjärnor. Inga underarter finns listade i Catalogue of Life.